# Nonnus ruficoxa
Nonnus ruficoxa là một loài tò vò trong họ Ichneumonidae.